# Elment a két lány virágot szedni
Az Elment a két lány virágot szedni kezdetű legényválogató dal a lakodalmi vacsorák hagyományos dala. Régi stílusú, kis ambitusú magyar népdal. Legrégibb szövegváltozata az 1755-ös Miscellanea nevű erdélyi énekeskönyvben maradt fenn. Az e szócikkbeli dallamváltozatot Kodály Zoltán gyűjtötte 1908-ban Nyitraegerszegen. Többféle szövege van, valamennyi sok versszakos; megtalálhatók Dobszay László: A magyar dal könyve című könyvében (a linket lásd az infoboxban). Az e szócikkbeli változatot ugyancsak Kodály gyűjtötte 1910-ben, szintén Nyitraegerszegen.

## Feldolgozások
| Szerző          | Mire                       | Mű                                    | Előadás |
| --------------- | -------------------------- | ------------------------------------- | ------- |
| Szőnyi Erzsébet | két szólam                 | 33 könnyű kórus népdalokra, 20. kotta |         |
| Kodály Zoltán   | daljáték                   | Háry János, 4. kaland                 | [ 1 ]   |
| Maros Rudolf    | ének, zongora              | Pianoforte II. 27. dal                |         |
| Petres Csaba    | két furulya                | Tarka madár, 58. kotta                |         |
| Máriássy István | zongora vagy ének és gitár | Elindultam szép hazámból, 37. kotta   |         |

## Kotta és dallam
| Elment a két lány virágot szedni, elindulának, kezdének menni. Egyik a mástól kezdé kérdezni: ki volt az este téged kéretni? | Már engem, mátkám, tízen kérettek, adj jó tanácsot árva fejemnek, hogy a tíz közül melyikhez menjek, hogy virág helyett kórót ne szedjek. |

## Felvételek
- Elment a két lány. Csóka Anita  YouTube (2015. március 19.)  (Hozzáférés: 2016. szeptember 14.) (audió)
- Elment a két lány virágot szedni. YouTube (2011. június 10.)  (Hozzáférés: 2016. szeptember 14.) (videó)
- Elment a két lány virágot szedni. Sebestyén Márta  YouTube (2009)  (Hozzáférés: 2016. szeptember 14.) (videó) 0:20-tól.
- Elment a két lány virágot szedni. Herczku Ágnes (ének), Sinha Róbert (gitár)  YouTube (2013. november 22.)  (Hozzáférés: 2016. szeptember 14.) (videó)
- Elment a két lány. Eszményi Viktória, Mikó István, Radványi Balázs  YouTube (1983. május 23.)  (Hozzáférés: 2016. szeptember 14.) (audió)